# Olexandr Blyshchyk
Olexandr Blyshchyk –en ucraniano, Олександр Блищик; en ruso, Александр Блыщик, Alexandr Blyshchik– (Krivói Rog, URSS, 4 de enero de 1966) es un deportista ucraniano que compitió para la Unión Soviética en halterofilia.
Ganó una medalla de plata en el Campeonato Mundial de Halterofilia de 1991 y dos medallas en el Campeonato Europeo de Halterofilia, oro en 1994 y plata en 1993.

## Palmarés internacional
| Representando a la URSS |                           |                  |           |
| Campeonato Mundial      |                           |                  |           |
| Año                     | Lugar                     | Medalla          | Categoría |
| 1991                    | Donaueschingen (Alemania) | Medalla de plata | 82,5 kg   |
| Representando a Ucrania |                           |                  |           |
| Campeonato Europeo      |                           |                  |           |
| Año                     | Lugar                     | Medalla          | Categoría |
| 1993                    | Sofía (Bulgaria)          | Medalla de oro   | 83 kg     |
| 1994                    | Sokolov (República Checa) | Medalla de plata | 83 kg     |